# Mount Geikie
Der Mount Geikie ist ein 1191 Meter hoher Berg im Westen des australischen Bundesstaates Tasmanien. Er liegt in der West Coast Range, knapp nördlich des Lake Margaret.
Die Hochfläche nördlich des Mount Geikie wird als Tyndall Range bezeichnet. Südlich des Berges befindet sich der Mount Sedgwick.